# Kanton Saint-Gratien
Kanton Saint-Gratien is een voormalig kanton van het Franse departement Val-d'Oise. Kanton Saint-Gratien maakte deel uit van het arrondissement Sarcelles en telde 19.226 inwoners (1999). Het werd opgeheven bij decreet van 17 februari 2014 met uitwerking in maart 2015.

## Gemeenten
Het kanton Saint-Gratien omvatte enkel de gemeente:
Saint-Gratien (hoofdplaats)